# Dąb Chełmońskiego
Dąb Chełmońskiego – dąb szypułkowy, rosnący na terenie wsi Korytów w gminie Radziejowice (województwo mazowieckie), uznany za pomnik przyrody. Obwód pnia wynosi około 500 centymetrów. Drzewo rośnie bezpośrednio przy ulicy Dębowej (dawny przebieg drogi krajowej nr 50 sprzed budowy obwodnicy Żyrardowa). Nazwa drzewa upamiętnia polskiego malarza Józefa Chełmońskiego.